# Alfred Pycock
Alfred Harold Pycock (MBE) né le 12 mai 1900 à Fulham et mort le 13 mars 1964 à St Leonards-on-Sea, est un nageur et joueur de water-polo britannique ayant participé aux Jeux olympiques d'été de 1924 à Paris.
Alfred Pycock monte sur divers podiums nationaux entre 1922 et 1925 : 3e sur le 100 yards nage libre en 1922, 2e en 1923 et 1925 ; 2e en 1923 sur le 220 yards brasse. Il détient pendant une demi-douzaine d'années les records britanniques des 100 et 150 yards nage libre. Il est sélectionné pour les Jeux olympiques d'été de 1924 à Paris.
En séries, il réalise 1 min 5 s 20, largement devancé par le vainqueur Johnny Weissmuller. Il réussit cependant à devancer le nageur français Édouard Vanzeveren qu'il double aux 75 mètres. Il se qualifie pour les demi-finales,. Réalisant à peu près le même temps, 1 min 5 s, il est beaucoup trop loin pour espérer entrer en finale. Remplaçant pour le Relais 4 x 200 mètres nage libre, il ne nage pas.
Il participe aux Championnats d'Europe de natation 1927.
Il sert durant la Première Guerre mondiale et est officier (major) durant la Seconde Guerre mondiale. Il est prisonnier des Japonais à partir de 1942 et participe en travail forcé à la construction de la Ligne Siam-Birmanie. Il est fait MBE pour son rôle de soutien aux autres prisonniers. À sa libération en 1945, il a quasiment perdu l'usage des doigts.
Manager de piscines et membre de comités directeurs de natation régionale, il participe aussi à l'organisation des compétitions de water-polo aux Jeux olympiques d'été de 1948 à Londres.